# Tetragoneura rara
Tetragoneura rara är en tvåvingeart som beskrevs av Duret 1980. Tetragoneura rara ingår i släktet Tetragoneura och familjen svampmyggor. Inga underarter finns listade i Catalogue of Life.